# Her Cardboard Lover
Her Cardboard Lover is een Amerikaanse film uit 1942 onder regie van George Cukor. De film is gebaseerd op het toneelstuk Dans sa cadeur naïve van Jacques Deval, die in 1926 voor het eerst werd opgevoerd.

## Verhaal
Terry Trindale is een songwriter die smoorverliefd is op een Consuelo Croyden, een zangeres in een casino. Hij heeft nooit de moed gehad haar aan te spreken en staat er financieel slecht voor, dus kan zich zeer spoedig niet meer veroorloven haar shows bij te wonen. Op een avond verklaart hij haar de liefde. Zij heeft geen idee wie hij is en schrikt van zijn woorden. Ze adviseert hem niet te hard van stapel te lopen met vrouwen en gaat niet in op zijn woorden. Ze komen later voor een tweede in contact als hij haar een helpende hand aanbiedt bij het gokken.
Consuelo raakt dan toch gecharmeerd van de man en biedt hem aan haar persoonlijke assistent te worden. Ze vertelt over haar verloving met Tony Barling, die onlangs is verbroken. Ze wil niet dat hij eerder een nieuwe partner heeft gevonden en vraagt hem om zich voor te doen als haar nieuwe verloofde. Ook vraagt ze hem om haar tegen te houden, als ze haar relatie met Tony wil herstellen. Op een avond komt Tony langs om haar uit te nodigen hem een laatste bezoek te brengen, voordat hij op vaart gaat met zijn jacht. Terry doet zich voor als haar vriend, maar Tony vermoedt dat alles in scène is gezet.
Over de weken heen heeft Terry weinig te doen voor Consuelo, omdat Tony nog steeds op reis is. Zijn zakenpartner Charlie vraagt hem om samen een lied te componeren, maar Terry blijft trouw aan Consuelo. Zij ziet in wat er aan de hand is en doet alsof ze geen gevoelens meer heeft voor Tony, zodat hij verdergaat met zijn werk als songwriter. Terry gelooft echter niet dat ze al over haar liefde voor Tony heen is en doet zich in een telefoontje voor als hem, om te zien wat ze werkelijk van Tony vindt. Al snel komt hij tot de conclusie dat ze nog steeds alles zou doen voor Tony. Net op dat moment komt Tony langs. Consuelo smeekt Terry om te zeggen dat hij niet haar partner is, maar Terry weigert de waarheid te vertellen, waarop Tony al snel weer vertrekt.
Na Tony's vertrek krijgen Consuelo en Terry ruzie. Ze belt Tony op en vertelt dat ze Terry uit huis heeft gegooid en hem wil spreken. Terry probeert haar tegen te houden en spoort Tony op om vervolgens met hem te vechten. Hun vechtpartij wordt onderbroken door de politie, die de twee mannen arresteren. Consuelo arriveert niet veel later op het politiebureau en realiseert zich dat ze van Terry houdt. Tony doet een huwelijksaanzoek, maar ze slaat deze af. Aan het einde van de film zoenen Consuelo en Terry elkaar.

## Rolbezetting
| Acteur              | Personage            |
| ------------------- | -------------------- |
| Norma Shearer       | Consuelo Croyden     |
| Robert Taylor       | Terry Trindale       |
| George Sanders      | Tony Barling         |
| Frank McHugh        | Chappie Champagne    |
| Elizabeth Patterson | Eva, de huishoudster |
| Chill Wills         | Sam, de rechter      |

## Achtergrond
Her Cardboard Lover ging in 1927 in première als toneelstuk, met Jeanne Eagels en Leslie Howard in de hoofdrollen. Hiervan liepen er 152 optredens. In 1928 werd al de eerste verfilming uitgebracht, de stomme film The Cardboard Lover met Marion Davies in de hoofdrol. In 1934 plande producent Irving Thalberg er een musicalversie van te maken, met Maurice Chevalier en Grace Moore in de hoofdrollen. Dit project werd stopgezet toen Chevalier zich terugtrok, omdat zijn naam pas na die van Moore werd genoemd. In de jaren 40 kreeg het opnieuw aandacht, toen Tallulah Bankhead speelde in een toneeluitvoering. Metro-Goldwyn-Mayer maakte een tweede verfilming en bood Joan Crawford de hoofdrol aan. Toen zij deze afsloeg, werd het aangeboden aan Hedy Lamarr, maar ook zij had geen interesse. Pas hierna werd Norma Shearer gekozen.
Robert Taylor kreeg tijdens de opnames veel promotie voor het feit dat hij hiermee zijn zangdebuut zou maken in twee muzikale nummers. In het eindresultaat is hij echter te horen in één nummer. Daarnaast zong hij ook al in eerdere films. Al voordat de film werd uitgebracht, werd er vermoed dat het geen succes zou worden. De Tweede Wereldoorlog was in deze periode de grootste zorg voor iedereen en men ging ervan uit dat niemand interesse zou hebben in een romantische komedie. Om die reden werd het budget zo laag mogelijk gehouden.
Her Cardboard Lover werd inderdaad een grote flop. Shearer besloot hierna met pensioen te gaan. Ze was gefrustreerd deze film te hebben gekozen, omdat ze hiermee rollen in Mrs. Miniver (1942) en Now, Voyager (1942) afsloeg. Mrs. Miniver bracht meer dan $4 miljoen op en Now, Voyager groeide uit tot een van de meest geprezen films van het decennium. Her Cardboard Lover kreeg daarentegen zeer negatieve recensies van de pers. Het dagblad The New York Times schreef dat Shearer overacteert en dat Robert Taylor een enorme terugslag heeft gemaakt in zijn carrière. Het bracht een bedroevend bedrag op, wat volgens menig bron te wijten valt aan het feit dat het publiek destijds geen tijd had om naar dit soort films te gaan. Regisseur George Cukor vertelde in een later interview dat hij wenste dat hij de film nooit had gemaakt.